# 行政主席官房
行政主席官房（ぎょうせいしゅせきかんぼう）は、琉球政府の行政事務部局のひとつ。部局間の連絡調整などを所管した。
発足当初から存在する行政事務部局である。1961年8月1日に内政局と統合し、内務局となった。

## 所掌事務
行政主席官房の所掌事務は以下の通りである（1953年4月1日現在）
- 秘書及び儀式褒章並びに各部局間の事務の調整に関すること
- 職員の進退及び身分に関すること
- 法令の公布及び文書に関すること
- 情報に関すること
- その他他局に属しないこと

## 組織
行政主席官房の組織は以下の通りである（1953年4月1日現在）。外局、支分部局、附属機関はない。

### 内部部局
- 総務課
- 人事課
- 文書課
- 情報課